# Mariana Costa
Pour les articles homonymes, voir Costa.
Mariana Costa, née le 14 octobre 1992, est une handballeuse internationale brésilienne. Elle évolue dans le club roumain du CS Gloria 2018 Bistrița Năsăud.

## Palmarès

### En club
compétitions nationales
- championne du Danemark en 2017 (avec Nykøbing Falster HK)
- championne d'Autriche en 2015 (avec Hypo Niederösterreich)
- vainqueur de la coupe d'Autriche (ÖHB-Cup) en 2015 (avec Hypo Niederösterreich)

### En sélection
Championnats du monde
- Médaille d'or au championnat du monde 2013 en Serbie[2]
- 18e place au championnat du monde 2017

Compétitions continentales
- Médaille d'or au championnat panaméricain 2017
- Médaille d'or au championnat d'Amérique du Sud et Centrale 2018